# Осья (приток Шачи)
Осья — река в России, протекает в Костромской и Ивановской областях по территории Нерехтского и Приволжского районов, левый приток Шачи (приток Волги). Длина реки составляет 23 км, площадь водосборного бассейна — 94,4 км².
Исток реки находится у деревни Аминево практически на границе Костромской и Ивановской областей в 18 км к юго-западу от города Приволжск. В верхнем течении образует границу областей, затем течёт по Костромской области, среднее и нижнее течение располагаются в Ивановской. На реке стоят деревни Кунестино, Барашово, Рылково, Васильевское. Впадает в Шачу у деревни Рогачёво на северо-западных окраинах Приволжска. В 7,2 км от устья впадает левый приток Лондога.

## Данные водного реестра
По данным государственного водного реестра России относится к Верхневолжскому бассейновому округу, водохозяйственный участок реки — Волга от города Кострома до Горьковского гидроузла (Горьковское водохранилище), без реки Унжа, речной подбассейн реки — Волга ниже Рыбинского водохранилища до впадения Оки. Речной бассейн реки — (Верхняя) Волга до Куйбышевского водохранилища (без бассейна Оки).
Код объекта в государственном водном реестре — 08010300412110000013445.